# Azay-le-Rideau

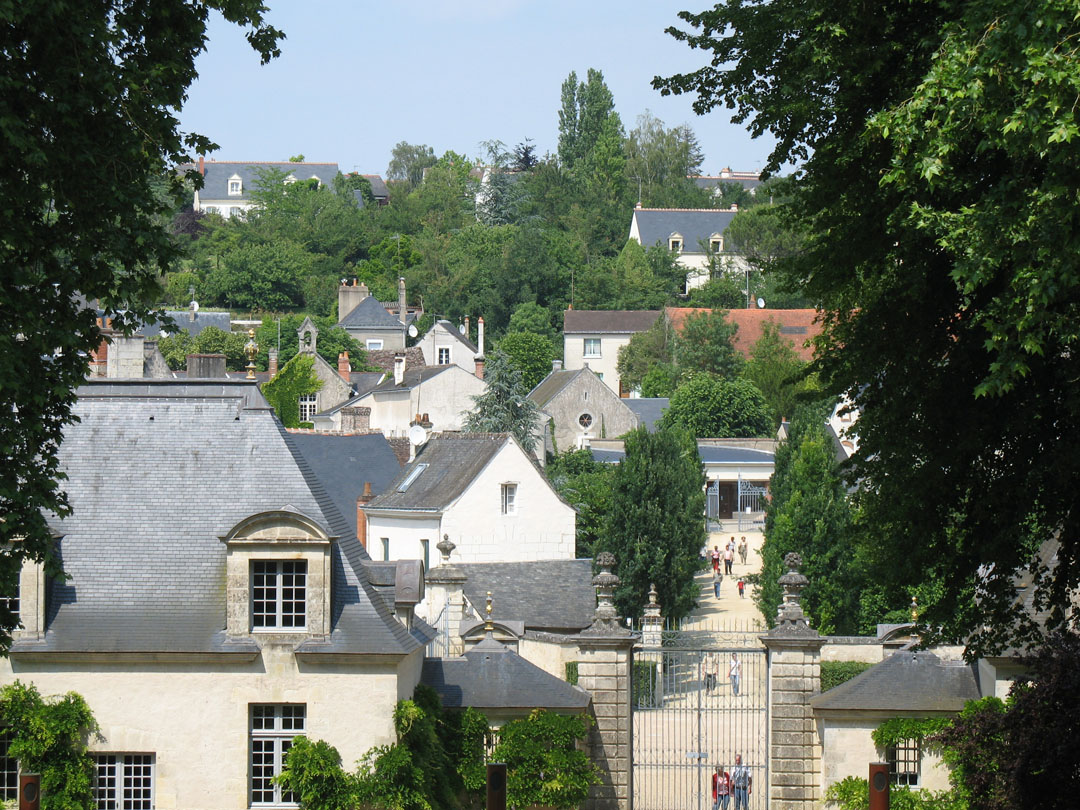
Widok na miasto

Azay-le-Rideau – miejscowość i gmina we Francji, w Regionie Centralnym, w departamencie Indre i Loara.
Według danych na rok 1990 gminę zamieszkiwały 3053 osoby, a gęstość zaludnienia wynosiła 112 osób/km² (wśród 1842 gmin Regionu Centralnego Azay-le-Rideau plasuje się na 111. miejscu pod względem liczby ludności, natomiast pod względem powierzchni na miejscu 413.).
W Azay-le-Rideau znajduje się zamek wybudowany w okresie 1518-1527 i jest to jeden z pierwszych zamków francuskiego renesansu. Zbudowany na wyspie na rzece Indre jego fundamenty wyrastają wprost z rzeki.

## Współpraca
Miejscowości partnerskie:
- Croston, Wielka Brytania
- Dubiecko, Polska
- Lasne, Belgia
- Nisa, Portugalia